# Ernst-Reuter-Siedlung

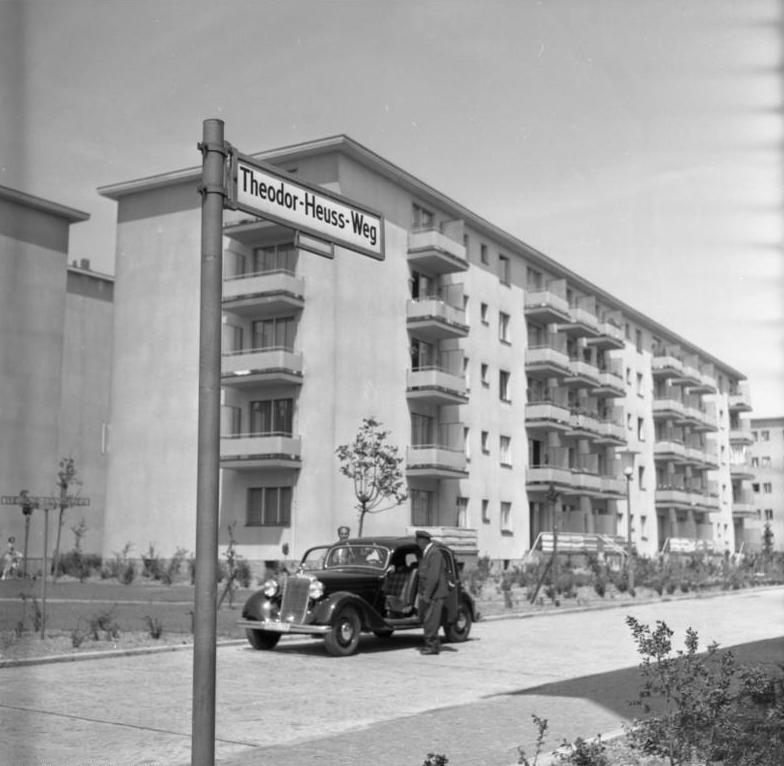
Theodor-Heuss-Weg, Juli 1955

Die Ernst-Reuter-Siedlung ist eine Wohnsiedlung im Berliner Ortsteil Berlin-Gesundbrunnen des Bezirks Mitte, die als das erste Demonstrativbauvorhaben der Nachkriegszeit die von Abriss und Neubau geprägte Stadterneuerung in West-Berlin einleitete. Sie ist ein gelistetes Baudenkmal.

## Geschichte

### Ausgangssituation nach Kriegsende
Nachdem in Berlin die Trümmer abgeräumt und die größten Kriegsschäden beseitigt waren, beschränkte sich der Wohnungsbau in den ersten Nachkriegsjahren auf notdürftige Reparaturen bestehenden Wohnraums, zumal es an Material und Fachleuten mangelte. Nach der Spaltung der Gesamtberliner Stadtverwaltung war West-Berlin baupolitisch bis 1952 in der Defensive. Während der Berlin-Blockade kam hier die Wohnungsbautätigkeit wegen fehlender Baustoffe weitgehend zum Erliegen und nach Beendigung der Blockademaßnahmen im Mai 1949 geriet West-Berlin in eine außerordentlich tiefe Wirtschaftskrise, die mit einer extrem hohen Arbeitslosenquote (1950/1951: ca. 30 %) und einem enormen Defizit des öffentlichen Haushalts verbunden war und auch die Bauwirtschaft erfasste. Die wohnungspolitische Ausgangslage West-Berlins war 1949 schlichtweg katastrophal. Die ohnehin vorhandene Wohnungsnot verschärfte sich noch durch die Zunahme der Bevölkerung, die sich als Folge der Abwanderung zahlreicher Menschen aus der DDR und Ost-Berlin ergab. Öffentliche Mittel für den Wohnungsbau – von privatem Kapital ganz zu schweigen – waren kaum verfügbar; amerikanische Finanzhilfen im Rahmen des Marshallplans setzten erst 1950 ein.
Auf der anderen Seite gab es im Ostteil der Stadt praktisch keine Arbeitslosigkeit im Baugewerbe, und hier wurde schon früh und mit hohem Bautempo das psychologisch wichtige Großvorhaben der Bebauung der Stalinallee als bedeutendstes Projekt des Nationalen Aufbauprogramms Berlin 1952 in Angriff genommen.
Die Situation einer mehr oder weniger improvisatorischen Finanzierung und unzureichenden Bautätigkeit in West-Berlin konnte erst mit dem 1952 einsetzenden „sozialen Wohnungsbau“ überwunden werden. Erst mit der Übernahme des Ersten Wohnungsbaugesetzes wurde auch West-Berlin ab 1952 in das Finanzsystem der Bundesrepublik Deutschland und die Mittelverteilung des Bundes für den Wohnungsbau einbezogen. Damit waren die Weichen für den Beginn des Wiederaufbaus auch in West-Berlin gestellt. Diese Art des in West-Berlin dominierenden, öffentlich geförderten Wohnungsbaus wurde von konservativer bzw. wirtschaftsliberaler Seite in Verkennung seines wirklichen Charakters als „eine quasi-staatswirtschaftliche Betätigung erster Ordnung“, ja geradezu als „Sozialisierung“ angesehen, die „eine neue soziale Landschaft“ schaffe, eine „Gesellschaft der klassenlosen Mitte“.

### Entstehung und Architektur

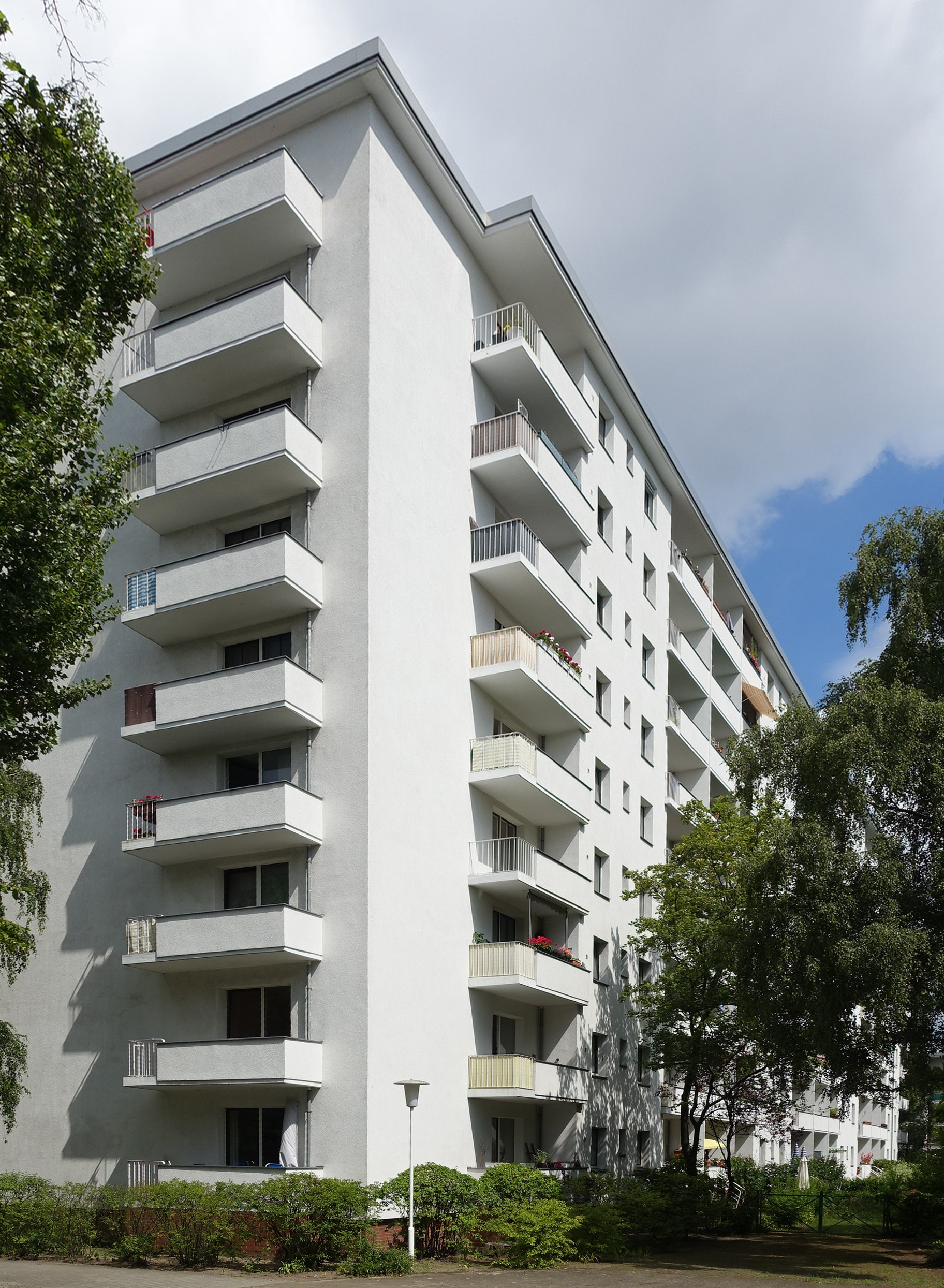
Ernst-Reuter-Siedlung (Berlin-Gesundbrunnen), Scheibenwohnhaus

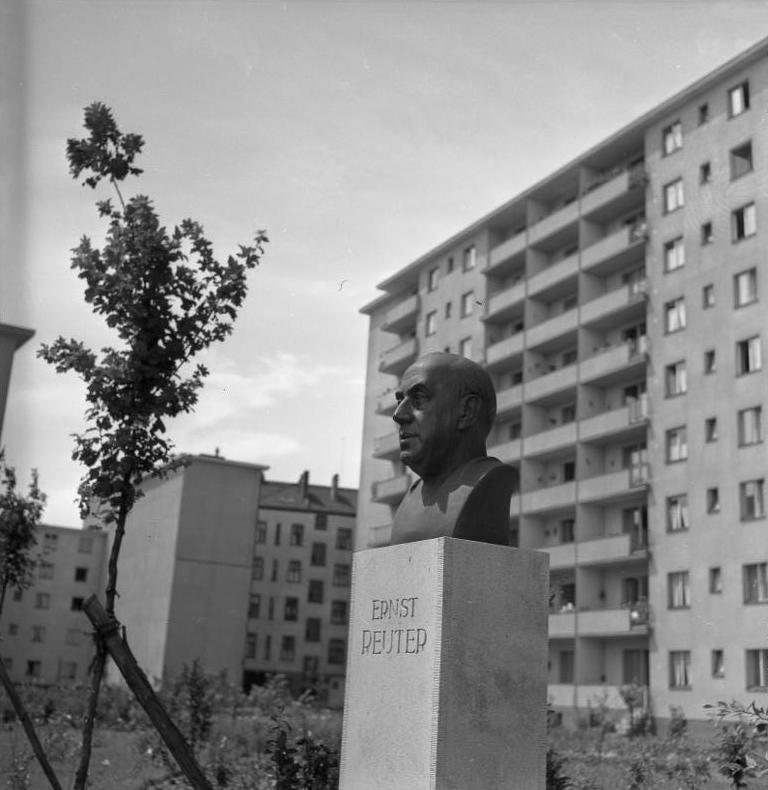
Ernst-Reuter-Büste am Theodor-Heuss-Weg, Juli 1955

Die Siedlung zwischen Acker- und Gartenstraße befindet sich auf dem einstigen Gelände der dort seit 1874 ansässigen Eisengießerei Keyling & Thomas, ehemals die größte ihrer Art in Berlin. Die Gebäude waren im Zweiten Weltkrieg zerstört worden, weshalb hier ein größeres zusammenhängendes Grundstück zur Verfügung stand, das nur einem Eigentümer gehörte und auch noch direkt an der Sektorengrenze lag. Auf einem Teil des Nachbargrundstücks befand sich Meyers Hof, dessen letzte noch bestehende Reste im Oktober 1972 gesprengt wurden. Deshalb wurde das Gelände für die bauliche Ost-West-Konkurrenz unmittelbar an der Sektorengrenze für den Bau der Ernst-Reuter-Siedlung ausgewählt. Sie kann als erste West-Berliner „Antwort“ auf die Bebauung der Stalinallee in den Jahren 1953–1955 angesehen werden.
Auf dem Grundstück errichtete die Thomashof Grundstücks-AG nach dem Abriss der kriegsbeschädigten Gebäude 1953–1955 die Siedlung nach einem Entwurf von Felix Hinssen und Peter Matischiok. Nach dem Leitbild einer aufgelockerten, durchgrünten Stadt  entstanden 423 Wohneinheiten mit überwiegend zwei Zimmern in Zeilenbauten mit fünf, sieben und neun Geschossen sowie einem fünfzehngeschossigen „Punkthochhaus“, das allein 58 Wohnungen aufweist. Sie bildeten einen starken Kontrast zu dem benachbarten Meyers Hof in der Ackerstraße mit rund 300 Kleinwohnungen. Die Gebäude mit wenig gegliederten Fassaden und überstehenden Flachdächern wurden in traditioneller Mauerwerkstechnik aufgeführt, verputzt und einheitlich weiß gestrichen. Balkons und zur Hälfte in die Fassade eingelassene Loggien wechseln mit regelmäßig aufgereihten Fenstern. Die verglasten Balkontüren füllen die gesamte Balkonbreite und Raumhöhe aus. Die Siedlung wird durch die Privatstraße ‚Theodor-Heuss-Weg‘ zwischen Garten- und Ackerstraße erschlossen.
Ernst Reuter besuchte im Juli 1953 die Baustelle, zwei Monate vor seinem Tod. An der feierlichen Einweihung am 18. Juli 1954 nahm Bundespräsident Theodor Heuss (1884–1963) teil. Die Siedlung, die ursprünglich ‚Thomashof‘ heißen sollte, erhielt den Namen des am 29. September 1953 verstorbenen Regierenden Bürgermeisters Ernst Reuter (1889–1953). Zum Andenken an Ernst Reuter wurde 1955 eine von Harald Haacke gestaltete Büste aufgestellt, die die Witwe Hanna Reuter (1899–1974) in Anwesenheit von Bundespräsident Theodor Heuss enthüllte. Die Erschließungsstraße erhielt ca. 1954 den Namen Theodor-Heuss-Weg.

## Heutige Situation
Der Gebäudekomplex zwischen Feldstraße und Lazarus-Stiftung wurde zu beiden Seiten in den 1970er und 1980er Jahren erweitert, der westliche Teil von der DEGEWO nach einem Entwurf der Architekten Werner Weber und Helmut Ollk. In nächster Nähe liegt der Park auf dem Nordbahnhof und die Gedenkstätte Berliner Mauer. Die Ackerstraße ist inzwischen ein Verkehrsberuhigter Bereich, während die Gartenstraße nach dem Mauerfall eine vielbefahrene Durchgangsstraße geworden ist. Durch den Bau der Mauer geriet der gesamte Ortsteil Gesundbrunnen in eine isolierte Randlage, was sich an der Schließung der zahlreichen Geschäfte und des Kaufhauses in der Brunnenstraße zeigte. Ganz besonders betraf dies die Gartenstraße, die am äußersten Rande Gesundbrunnens liegt, dem auch noch das drei Meter über dem Straßenniveau liegende Gelände des Nordbahnhofs gegenüber lag, das Teil der Grenzanlagen war. Mit dem Fall der Mauer änderte sich dies schlagartig, das Gebiet der Siedlung lag nun wieder im Zentrum Berlins.

## Verkehrsanbindung
Bei der Errichtung der Siedlung war der in Ost-Berlin gelegene Nordbahnhof der Nord-Süd S-Bahn der nächste S-Bahnhof. Die U-Bahnhöfe Voltastraße und Bernauer Straße der heutigen U-Bahn-Linie U8 sind etwa 700 m entfernt, ebenso die U-Bahnhöfe Schwartzkopffstraße und Naturkundemuseum (ehemals: Nordbahnhof) der heutigen U-Bahn-Linie U6, die durch den Stettiner Tunnel erreichbar waren. Mit dem Mauerbau waren der S-Bahnhof und die U-Bahnhöfe der U-Bahn-Linie 6 nicht mehr erreichbar, sodass nur die Bahnhöfe der U-Bahn-Linie 8 zur Verfügung standen. Daneben befuhr und befährt auch eine Buslinie die Gartenstraße. Der S-Bahnhof Nordbahnhof wurde am 1. September 1990 wieder eröffnet. Die Bernauer Straße wird von der Straßenbahnlinie M10 erschlossen, die bis zum Hauptbahnhof führt.